# Enheimermühle
Die Enheimermühle ist eine Einöde in der Gemarkung des Martinsheimer Ortsteils Enheim im unterfränkischen Landkreis Kitzingen.

## Geografische Lage
Die Enheimermühle liegt relativ zentral im Martinsheimer Gemeindegebiet am Breitbachzufluss Steinbach. Weiter im Norden beginnt in einiger Entfernung das Gemeindegebiet von Obernbreit. Im Osten verläuft in einiger Entfernung die Bundesautobahn 7 an der Mühle vorbei, weiter östlich beginnt die Gemeinde Seinsheim mit der Gemarkung von Wässerndorf. Der Süden wird von der Martinsheimermühle eingenommen, die ebenfalls am hier noch Märzbach genannten Bach liegt. Enheim selbst nimmt den Westen ein.
Naturräumlich kann die Enheimermühle im sogenannten Ifftalbereich verortet werden, der Teil des Ochsenfurter und Gollachgaus ist. Der Märzbach konnte hier ein besonders tiefes Tal im Oberen Muschelkalk ausprägen.

## Geschichte
Die Geschichte der Mühle kann nur in Umrissen nachvollzogen werden. Erstmals erwähnt wurde eine Anlage am sogenannten Steinbach bereits vor 1308, was die Mühle zu einer der ältesten in der Umgebung macht. Zunächst war das Anwesen und die mit ihm verbundene Mühlgerechtigkeit in den Händen der Nonnen des Prämonstratenserinnenklosters in Tückelhausen. Die Enheimermühle gelangte allerdings bald an die Herren von Hohenlohe, die 1308 die Hälfte der Anlage an die Stiftskanoniker von Haug bei Würzburg verkauften.
Die Mühle bildete eine wichtige Versorgungsinstitution für die Enheimer Bevölkerung, weswegen auch die Herrschenden Wert auf ihren Besitz legten. Bis zum Jahr 1503 gelangte Enheim als ansbachisches Lehen an das gleichnamige Adelsgeschlecht. Jörg von Enheim besaß, neben elf Höfen im Ort, auch die Mühle. Die Wassernutzung der Mühle war im 18. Jahrhundert Gegenstand eines Streits zwischen den Enheimern und den Martinsheimern. 1731 kam es sogar zu gewalttätigen Übergriffen, wobei auch die Menschen aus Obernbreit sich an den Auseinandersetzungen beteiligten.